# Meridiano 8 oeste
El meridiano 8 oeste de Greenwich es una línea de longitud que se extiende desde el Polo Norte atravesando el Océano Ártico, el Océano Atlántico, Europa, África, el Océano Antártico y la Antártida hasta el Polo Sur.
El meridiano 8 oeste forma un gran círculo con el meridiano 172 este.
Comenzando en el Polo Norte y dirigiéndose hacia el Polo Sur, este meridiano atraviesa:
| Coordenadas                     | País, territorio o mar | Notas |
| ------------------------------- | ---------------------- | --- |
| 90°0′N 8°0′O / 90.000, -8.000   | Océano Ártico          | Mar de Groenlandia |
| 82°5′N 8°0′O / 82.083, -8.000   | Océano Atlántico       | Mar de Groenlandia |
| 71°9′N 8°0′O / 71.150, -8.000   | Noruega                | Isla de Jan Mayen |
| 71°1′N 8°0′O / 71.017, -8.000   | Océano Atlántico       | Pasa justo al oeste de la isla de Mykines, Islas Feroe Pasa justo al oeste de las Islas Monach, Escocia, Reino Unido Pasa justo al oeste de la isla de Mingulay, Escocia, Reino Unido                                                                 |
| 55°13′N 8°0′O / 55.217, -8.000  | Irlanda                | |
| 54°32′N 8°0′O / 54.533, -8.000  | Reino Unido            | Irlanda del Norte |
| 54°21′N 8°0′O / 54.350, -8.000  | Irlanda                | |
| 51°51′N 8°0′O / 51.850, -8.000  | Océano Atlántico       | |
| 42°0′N 8°0′O / 42.000, -8.000   | España                 | Pasa en las provincias de Galicia: La Coruña Provincia de Pontevedra Provincia de Orense |
| 41°50′N 8°0′O / 41.833, -8.000  | Portugal               | Pasa en los distritos de: Distrito de Vila Real Distrito de Braga Distrito de Oporto Distrito de Viseu Distrito de Coímbra Distrito de Castelo Branco Distrito de Santarém Distrito de Portalegre Distrito de Évora Distrito de Beja Distrito de Faro |
| 37°0′N 8°0′O / 37.000, -8.000   | Océano Atlántico       | |
| 33°28′N 8°0′O / 33.467, -8.000  | Marruecos              | |
| 29°7′N 8°0′O / 29.117, -8.000   | Argelia                | |
| 26°55′N 8°0′O / 26.917, -8.000  | Mauritania             | |
| 15°30′N 8°0′O / 15.500, -8.000  | Mali                   | |
| 10°20′N 8°0′O / 10.333, -8.000  | Guinea                 | |
| 10°8′N 8°0′O / 10.133, -8.000   | Costa de Marfil        | |
| 9°24′N 8°0′O / 9.400, -8.000    | Guinea                 | |
| 8°29′N 8°0′O / 8.483, -8.000    | Costa de Marfil        | |
| 8°12′N 8°0′O / 8.200, -8.000    | Guinea                 | Durante 3 km |
| 8°10′N 8°0′O / 8.167, -8.000    | Costa de Marfil        | Durante 9 km |
| 8°5′N 8°0′O / 8.083, -8.000     | Guinea                 | Durante 6 km |
| 8°2′N 8°0′O / 8.033, -8.000     | Costa de Marfil        | |
| 6°19′N 8°0′O / 6.317, -8.000    | Liberia                | |
| 4°31′N 8°0′O / 4.517, -8.000    | Océano Atlántico       | |
| 60°0′S 8°0′O / -60.000, -8.000  | Océano Antártico       | |
| 70°40′S 8°0′O / -70.667, -8.000 | Antártida              | Tierra de la Reina Maud, reclamado por Noruega |

## Ordnance Survey Ireland
El Irish grid reference system usa el punto 53° 30' N, 8° W como su verdadero origen.